# 布羅克·奇澤姆
乔治·布罗克·奇泽姆，CC CBE MC ED（1896年5月18日—1971年2月4日），加拿大精神科医生、医师、第一次世界大战老兵，首任世界卫生组织总干事。他是第13任卫生团团长，曾获加拿大勋章、大英帝国勋章、军功十字勋章和效率奖章等多个奖项

## 背景
奇泽姆于1896年5月18日生于加拿大安大略省奥克维尔，家人与当地关系密切。奇泽姆的名字取自艾萨克·布洛克，曾曾祖父威廉·奇泽姆曾参与对抗美国人的1812年战争，是奥克维尔的创办人。父亲弗兰克·奇泽姆经营煤场。

## 生涯

### 加拿大
1915年第一次世界大战期间，时年18岁的奇泽姆加入加拿大远征军，在第15营担任厨师、狙击手、机枪手和侦察兵。他在战场上率领军队，因英勇负伤两次获得两次军功十字勋章奖励（一次是在法国朗斯郊外的战争，另一次是在巴尔）。之后晋升上尉，负伤一次，1917年归乡。

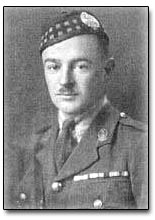
奇泽姆在一战末期担任加拿大陆军上尉时的照片

战后，奇泽姆踏上了医学的漫长道路，1924年获多伦多大学医学士，之后赴英国实习，专门负责精神病学。在家乡奥克维尔开设私人诊所六年后，他到耶鲁大学读书，主修儿童心理健康。期间，奇泽姆强烈认为应尽可能让儿童在“思想自由的环境中”成长，独立于父母的偏见和偏差（政治上、道德上和宗教上的）。
第二次世界大战爆发时，奇泽姆在加拿大军队和政府中的地位迅速攀升。他以精神科医师的身份参加战争，负责士兵训练中的心理方面，之后军阶升至医疗团总干事，是加拿大陆军医疗官的最高级别，因此他成为了全世界首位掌管陆军医疗团的精神科医生。
1944年，加拿大政府设立副卫生部长职务，奇泽姆成为出任该职务的第一人，直到1946年。

### 世卫组织
1946年，奇泽姆成为总部设在瑞士日内瓦的世界卫生组织临时委员会执行秘书。世卫组织是国际联盟卫生组织的继承。奇泽姆与另外15位国际专家参与了该组织首个宪章起草工作的咨询。他提出了世卫组织这一名字，强调了“世界”的含义。他将世界卫生组织的健康定义写为“身体、精神和社会状况完全良好的状态，而不仅仅是没有疾病或虚弱的状态”。世卫组织宪章还确定了健康是一项基本人权，“各国人民的健康是实现和平与安全的基础”
世卫组织于1948年4月成为联合国常设机构，奇泽姆凭借46–2的票数成为首任总干事。奇泽姆利用这个独特的地位就国际身心健康对世界重要性发表他的看法。奇泽姆拒绝再度竞选，于1953年卸任。任内世卫组织成功处理了埃及霍乱疫情及希腊与撒丁岛的疟疾疫情，推出了针对海上船舶的短波流行病预警服务。

## 个人生活
1924年6月21日，奇泽姆与格蕾丝·麦克莱恩·瑞里（Grace McLean Ryrie）结婚，育有两子凯瑟琳·安妮（Catherine Anne）和布罗克·瑞里（Brock Ryrie）。
1934年，他预测二战会到来。
奇泽姆曾发表了多番引发争论的公开言论，其中在1940年代的一次受到加拿大民众的批评，当时他表示不应鼓励儿童相信圣诞老人，圣经之类在他看来是超自然现象。最终，他获世卫组织执行秘书长的任命平息了要求他辞任副卫生部长的呼声，但民众对他“加拿大最著名的口齿不清的愤怒男人”印象一直都有。
宗教人士及其他保守作者、组织指责奇泽姆是马克思主义者、共产党员或颠覆分子：“例如，世卫组织前秘书长布罗克·奇泽姆曾表示‘要实现一世界政府，就必须从人的思想中消除个人主义，以及对传统和民族认同的忠诚‘”。部分指责符合冷战时期的常态，当时有些保守主义者认为美国共产党大部分由精神科医生、心理学家、医生、社会、健康与福利工作者组成。其他人则认为，共产主义的其中一个目标是“统治精神病学界，使用精神卫生法强行控制反共人士”。部分人将奇泽姆与其他马克思主义者和共产主义者一并列为“幕后人物”，他们包括威廉·冯特、奥托·格罗斯、威廉·施特克尔、麥克斯·霍克海默、埃里希·弗罗姆、威廉·赖希、库尔特·勒温、赫伯特·马尔库塞、瓦尔特·本雅明、狄奧多·阿多諾、罗伯特·欧文、A·S·尼尔、哈维洛克·艾利斯、约翰·罗林斯·里斯、西格蒙德·弗洛伊德、安东尼奥·葛兰西、阿纳托利·卢那察尔斯基和卢卡奇·格奥尔格。其他人则把他跟三位早期领导联合国重要机构的著名人文主义者并列，他们为联合国教科文组织的朱利安·赫胥黎和联合国粮农组织的约翰·博伊德·奥尔。南卡罗来纳州至少有一个保守妇女组织认为他敌基督
他于1957年到58年担任世界心理健康联合会主席。

## 逝世
1971年2月4日，连续中风的奇泽姆于74岁在不列颠哥伦比亚省维多利亚的老兵医院去世。
他去世后，《纽约时报》认为他是“成为了世卫组织总干事的小镇医生”，是“灾难的先知”。
加拿大历史协会指出，他是警告“污染，人口过多和核军备竞赛的危险”的早期领导人。

## 荣誉与奖项
- 1945年：巴斯德研究院勋章[3]
- 1953年：拉斯克奖[3]
- 1957年：加拿大世界联邦主义者运动（英语：World Federalist Movement-Canada）荣誉主席[3]
- 1959年：美国人道主义者协会（英语：American Humanist Association）)年度人道主义者
- 1967年：加拿大勋章得主[3]

他曾是英国皇家医学会、美国精神医学学会和美国公共卫生协会的名誉院士。

## 著作
- Social responsibility, and three memorial papers by Gordon W. Allport (New York: Association Press, 1948)
- World health problems. Barriers to world health (New York: Carnegie Endowment for International Peace, 1953)
- Nations are learning to live together (Vancouver: University of British Columbia, 1954)
- Prescription for survival (New York: Columbia University Press, 1957)
- Can people learn to learn? How to know each other (New York: Harper, 1958)